# Hornindals kommun
Hornindals kommun (norska: Hornindal kommune) var en kommun i dåvarande Sogn og Fjordane fylke i västra Norge. Den administrativa huvudorten var tätorten Grodås.
Kommunen upphörde 31 december 2019 då den tillsammans med delar av Ørsta kommun slogs ihop med Volda kommun.